# Smith & Wesson Model 619 & 620
La gamme des Smith & Wesson Model 619 et 620 est composée de revolvers de calibre .357 Magnum apparus en 2005 pour remplacer les S&W Model 65 et Model 66.

## Présentation
Ces deux revolvers sont conçus comme des armes de police et de défense personnelle. Construit sur la base du S&W Model 686, il diffère de celui-ci par leur canon léger disponible qu'avec une longueur de 4 pouces.